# Neukirchen-Balbini
Neukirchen-Balbini je městys (Markt) v německé spolkové zemi Bavorsko. Je součástí zemského okresu Schwandorf ve vládním obvodu Horní Falc. Žije zde přibližně 1150 obyvatel.

## Poloha
Neukirchen-Balbini se nachází asi deset kilometrů jihovýchodně od města Neunburg vorm Wald v přírodním parku Hornofalcký les, který se na východě dotýká hranice s Českou republikou.

### Sousední obce
Neukirchen-Balbini sousedí s následujícími obcemi od západu: Bodenwöhr, Neunburg vorm Wald v okrese Schwandorf a Rötz, Stamsried a Roding v zemském okrese Cham.
| Růžice kompasu | Neunburg vorm Wald 7 km | Neunburg vorm Wald 7 km | Rötz 9 km      | Růžice kompasu |
| Růžice kompasu | Bodenwöhr 10 km         | Sever                   | Stamsried 7 km | Růžice kompasu |
| Růžice kompasu | Bodenwöhr 10 km         | Neukirchen-Balbini      | Stamsried 7 km | Růžice kompasu |
| Růžice kompasu | Bodenwöhr 10 km         | Jih                     | Stamsried 7 km | Růžice kompasu |
| Růžice kompasu | Bodenwöhr 10 km         | Roding 12 km            | Stamsried 7 km | Růžice kompasu |

## Historie
První zmínka o místě zvaném "Nuinkhirchen" pochází z 11. prosince 1138 z listiny, kterou bamberský biskup Otto obdaroval prüfeningský klášter několika vesnicemi. V roce 1297 je doložen farář Paldewinus a tím i farnost, která dala místu název Neukirchen des Paldewinus. Před rokem 1300 byla vesnice pravděpodobně povýšena na tržní a 19. června 1345 ji získal rod Wittelsbachů. Hrabě Otto povýšil tržní ves 19. listopadu 1449 na městys se znakem a pečetí. Název se časem změnil na Neukirchen-Balbini,. V 16. století museli poddaní kvůli náboženským bojům během 60 let čtyřikrát změnit vyznání. Během třicetileté války císařští vojáci v roce 1634 městys vypálili a 19. března 1641 město až na 7 domů opět vyhořelo. Městečko padlo za oběť požáru také 17. dubna 1779, zachránit se podařilo pouze kostel.

## Kultura a pamětihodnosti
Centrem městyse je katolický farní kostel svatého Michala, který byl v roce 1720 renovován a nyní je chráněn jako architektonická památka.

### Přírodní památky
Dvě lípy jsou chráněny jako přírodní památky v na hranici s obcí Fronau ve městě Roding:
- 1000 let stará lípa u Grottenthalu ⊙ s obvodem kmene 9,95 m (2013) stojí na východním konci obce u polní cesty na soukromém pozemku.
- 500 let stará lípa u Grottenthalu ⊙ s obvodem kmene 6,61 m (2013) stojí u okresní silnice CHA 23/SAD 13, rovněž na soukromém pozemku.